# Arktika
Arktika je območje, ki obdaja severni zemljepisni tečaj. Njene meje je izredno težko določiti, v glavnem pa pokriva Arktični ocean, sever Kanade, Aljasko, Grenlandijo in Evrazijo. V večini primerov je območje Arktike omejeno s severnim tečajnikom, julijsko izotermo 10 °C in gozdno mejo. Ime je dobila iz grške besede αρκτος, ki pomeni medved in je povezano z ozvezdjem malega in velikega medveda, ki leži blizu zvezde Severnice.
Arktika kot celota nikdar ni bila pod neposredno politično upravo nobene države. Med hladno vojno so ji ZDA in Sovjetska zveza posvečali veliko pozornost, saj je prek nje vodila najkrajša pot med obema državama, po kateri bi lahko izvedli napad. V 50. in 60. letih 20. stoletja so na njej preizkušali podmornice in drugo vojaško opremo. 

## Geografija
Območje Arktike je geografsko določeno s severnim tečajnikom (66° 32' 51), kjer sonce en dan v letu ne vzide in eno noč ne zaide. Tečajnik pokriva: sever Evrazije, Islandijo, Grenlandijo, sever Kanade in Aljasko. Severno od njega se razteza območje veliko 26 milijonov kvadratnih kilometrov, ki je dvainpolkrat večje od Evrope. Del te površine, ki obsega z ledom pokrito morje, meri 18 milijonov kvadratnih kilometrov. Od preostalih območij zavzema dve tretjini tundra, ostanek kopnega pa je pokopan pod ledom.
V nasprotju z Antarktiko v središču severnega polarnega območja ni kopnine, temveč se nadaljuje Atlantski ocean. Zato ledeni pokrov ni debel več kot tri do štiri metre in ga sploh ne moremo primerjati z več tisoč metrov debelim pokrovom antarktičnega celinskega ledu. Arktični Ocean, ki je ponekod globoko več kot 5.000 metrov, delijo podmorski gorski grebeni, eden izmed teh je Lamanosov hrbet, ki sega do globine 900 metrov in poteka točno pod Severnim tečajem. Na Arktični Ocean mejijo: Barentsovo in Karsko morje, Morje Lapatov in Vzhodnosibirsko morje. Arktična morja prekrivajo v različnih letnih časih različno velike ledene plošče, ki jih veter in morski tokovi premikajo po več krožnicah. Pri tem se lahko te naložijo 30 metrov visoko druga na drugo. V ledenih dobah, ki so si sledile v zadnjih dveh ali treh milijonih let, se je količina ledu večkratno povečala. Na okoliških robovih celin so se nakopičili velikanski ledeni pokrovi, njihovi ledeniki pa so se raztezali daleč na jug in jih je ponekod še danes možno videti.
Na velikih površinah v severnem polarnem območju in njegovem obrobju so tla stalno zamrznjena, pri čemer sega zmrzal različno globoko. Trajno zamrznjena tla obsegajo v Rusiji in Kanadi po 50 %, na Aljaski celo 80 % vse površine, na Grenlandiji pa obvladujeta led in permafrost kar 90 % površja. Arktična višavja niso zelo visoka in le poredko presežejo 2.000 metrov, so pa zato zelo strma saj je zmrzal načela kamenje in s tem zelo povečala erozijo. Večino pokrajine so oblikovali ledeniki, ki počasi polzijo v morje in s tem ustvarjajo ledene gore. Te lahko odplavajo daleč proti jugu do atlantskih plovnih poti, kjer še danes pomeni nenehno nevarnost za ladijski promet.
Območja okrog Severnega ledenega morja spadajo geološko med zelo stare zemeljske
kopnine. Sestavljajo jih v glavnem kristalinske kamnine v katerih je veliko naravnih bogastev. Doslej so odkrili železovo, bakrovo, nikljevo in kobaltovo rudo ter nahajališča srebra, zlata, diamantov in fosfatov. V usedlinskih kamninah, ki so naložene na robovih starih kristalinskih ščitov in izvirajo iz različnih obdobij zemeljske zgodovine, so odkrili velike zaloge fosilnih goriv, kot so: premog, nafta in zemeljski plin.

### Seznam arktičnih otokov
Našteta so samo večja otočja in otoki.
- Kanadsko arktično otočje
  - Baffinov otok (Baffin Island)
  - Banksov otok (Banks Island)
  - Devon (Devon Island)
  - Ellesmere (Ellesmere Island)
  - Viktorijin otok (Victoria Island)
- Grenlandija (Danska)
- Islandija
- Spitsbergi (Norveška)
- Medvedji otok (Bjørnøya; Norveška)
- Ruski arktični otoki
  - Novosibirski otoki
  - Severna dežela
  - Nova dežela
  - Vranglov otok
  - Dežela Franca Jožefa
  - Otoška skupina Aasvar (Norveška)

## Podnebje
Zaradi vpliva morja je podnebje na Arktiki zmernejše kot na Antarktiki. Tečaj mraza na severni zemeljski polobli ni v osrednjem polarnem območju, temveč v vzhodni Sibiriji, kjer pade temperatura celo na –77,8 °C. Poletne temperature nad strnjenim ledom se skoraj vedno vrtijo okrog 0 °C. Vsa toplota, ki jo dajejo sončno obsevanje, toplejši zrak in dež, se takoj porabi za tajanje ledu. Za polarna območja sta značilni nizka oblačna odeja in posebno v bližini obale pogosta megla, ki poleti še  dodatno zmanjšuje sončno obsevanje, ki prihaja pod zelo majhnim kotom in zato tudi manj greje. Skozi leto pade relativno malo snega in dežja.  Povprečno jih pade največ 100 do 500 milimetrov na leto. Na skrajnih severnih območjih kanadskega arhipelaga in na severni Grenlandiji se te letne količine zmanjšajo na 50 milimetrov.

### Poledenitev
Severno ledeno morje je prekrito z ledenimi ploščami, debelimi nekaj metrov. Njihova debelina se je v zadnjih 50. letih zaradi globalnega segrevanja ozračja za polovico zmanjšala, pozimi pa je obseg poledenitve precej večji kot poleti. Plovbo po Severnem ledenem morju omogočajo ladje posebne konstrukcije - ledolomilci. Led prekriva manj kot tri petine območja Arktike. Edino območje, ki mu lahko pripišemo celinsko poledenitev, je Grenlandija, najdemo pa tudi območja z gorsko poledenitvijo. 
Led prekriva štiri petine površja Grenlandije, povprečna debelina ledenega pokrova pa je večja od 2000 m. Osrednji del otoka ima, če ne štejemo debeline ledenega pokrova, marsikje nadmorsko višino, manjšo od nič. Podobno kot na antarktični postaji Vostok, tudi na Grenlandiji izvajajo poskusno vrtanje v led z namenom raziskovanja spreminjanja podnebja v preteklosti.

### Polarna noč in dan
Zaradi nagnjenosti zemljine osi za 23,5 stopinj glede na ravnino krožnice se na njenih polih izmenjujeta stalni dan in noč. Pozimi, ko je Arktika obrnjena proč od Sonca, je znotraj arktičnega kroga nenehno noč ali mrak. Takrat sonce en dan in eno noč ne vzide. Obdobje noči se začne 11. novembra in traja vse do 30. januarja.
Nasprotje polarni noči je polarni dan, takrat je Arktika obrnjena proti Soncu. To je obdobje ko Sonce ne zaide, takrat se sonce en dan in eno noč ne spusti pod horizont. Obdobje polarnega dneva traja med 19. aprilom in 23. avgustom. Koliko časa je sonce nad ali pod horizontom v posameznih letnih časih je odvisno od zemljepisne širine opazovalca. V poletnem času, bolj ko se bližamo severu daljši je dan in obratno. Podobno velja za zimski čas, bolj ko se bližamo severu bolj temno postaja.

## Rastlinstvo in živalstvo
Največja kopenska žival Arktike je moškatno govedo, ki živi v Kanadi, Grenlandiji, Sibiriji in Skandinaviji, sledi pa mu severni medved, ki je najbolj znan predstavnik večnega ledu. Včasih je bil kožuh severnega medveda zaradi svoje bele barve izredno iskan kar je vrsto privedlo na rob izumrtja. Danes je medved zaščiten, naj je dovoljeno streljati le v nujnih primerih ko je ogroženo človeško življenje saj zna biti žival izredno napadalna. Po nekaterih podatkih naj bi na področju Arktike živelo med 16.000 do 35.000 osebkov od tega kar 60% v Kanadi. Medvedu sledi polarna lisica in polarni zajec, ki sta izredno dobro prilagojena na arktične razmere in ju najdemo daleč na severu, tam kjer po navadi ni drugih sesalcev. Nekoliko bolj proti jugu se število sesalcev povečuje,tam je mogoče najti: severne jelene, karibuje, volkove ter rjave in črne medvede.
V kratkem poletju se na arktičnih področjih pojavijo neznanski roji žuželk, predvsem različne vrste komarjev, dajejo nadvse bogato hrano številnim ptičjim vrstam. Večina ptic je le začasnih prebivalcev Arktike, tam vzredijo le svoje mladiče, jeseni pa se odpravijo proti jugu v tople kraje. Spomladi se vrnejo in cikel se ponovi. Vlažna tla, močvirja in plitva jezera so idealna legla žuželk, najštevilnejše arktične živalske vrste. Med njimi so celo metulji in čmrlji.
Večja lovišča rib so predvsem v robnih morjih, vendar je jate zelo zmanjšal pretirani ulov. Med najbolj znane ribje vrste spadajo slanik, losos, polenovka, navadni jezik in antarktični morski pes. V ledeno mrzlih vodah polarnih morij živi le nekaj vrst sesalcev: tjulnji, mroži in enorogi. Pred mrazom jih varujejo debele plasti tolšče. Za ledom so prišle rastline Pred nekaj tisočletji so bila velika območja današnje tundre še pokopana pod 2.000 metrov debelim slojem celinskega ledu. Ko se je led stalil, so se tja počasi začele vračati rastline iz nepoledenelih območij Aljaske in Sibírije ter delov kanadskega arhipelaga. Tudi polarne živali so povečini priseljenci južnih vrst, ki so prišle na Arktiko, ko se je umaknil led. Življenjske razmere so za rastline in živali v brezdrevesni arktični tundri skrajno težke. Rastline so priklenjene na svoje rastišče in v negostoljubnem zimskem poletju ne morejo ubežati v toplejše kraje, tako kot živali, morajo se prilagoditi. Številni mehanizmi, ki so od primera do primera drugačni, omogočajo rastlinam, da preživijo kljub vetru in mrazu, sušnosti, a tudi preveliki vlagi, krajšemu vegetacijskemu času in s hranljivimi snovmi siromašnim tlom. Pritlikava rast, blazinaste oblike izolacijskimi zračnimi žepi, temno obarvani listi, ki sprejmejo več sončne toplote, dlakavi listi in peclji proti mrazu, korenine, ki ostajajo tik pod s soncem ogrevanim površjem, vse to priča o tem, da so se polarne rastline prilagodile neprijaznim razmeram. Zaradi majhne konkurence med rastlinami je število posameznih rastlin zelo veliko. Lišaji, mahovi, trave in nizke cvetnice naseljujejo, odvisno od raznolikih razmer na rastiščih, tla, ki se tajajo in zaradi delovanja zmrzali nenehno spreminjajo. Poleg vrst kamnokreča in mnogih vrst jagodičevja so razširjene plazeče se rastline in pritlikave breze. V južnejši tundri najdemo celo grme brinja in rododendrona.

## Arktična ljudstva
Ko so pripadniki ljudstva Denbinghov, najstarejših prednikov današnjih Eskimov, pred 5.000 leti pripotovali čez takrat kopni Beringov preliv na Aljasko, v arktičnem svetu niso bili novinci. Iz azijskih polarnih območij so prišli dobro pripravljeni in že opremljeni z vsem lovskim priborom. Arktika je poleg nenaseljene Antarktike za človeka najbolj negostoljuben življenjski prostor. Življenje je mogoče samo v obrobnih območjih, v osrednjih pa ni žive duše.
Med približno desetimi milijoni prebivalcev 28 milijonov kvadratnih kilometrov velike Arktike je samo deset odstotkov pripadnikov prvotnih prebivalstvenih skupin. Vendar števila ni mogoče več natančneje ugotoviti, saj so danes velik del prebivalstva mešanci. Otrok inutskih in indijanskih mater ter belih očetov v Kanadi ne štejejo med praprebivalce. V ruskem delu Arktike živi kar 75 odstotkov arktičnega prebivalstva, vendar ga je trenutno samo 0,2 odstotka svetovnega prebivalstva. Rodnost na Arktiki omejujejo skrajno neugodne naravne razmere. Inuti, kakor imenujejo Eskimi sami sebe, so to vedeli že zdavnaj in so zato rojevanje nadzorovali. Tako so ženske smele zanositi samo vsakih 28 mesecev. Občasno so izmed treh dojenčkov ženskega spola dva izpostavili, žrtvovali so ju zaradi preživetja rodu. Moški so bili v manjšini, kajti žrtve so pobirali nesreče pri lovu, spori in majhne vojne med plemeni in z Indijanci, starimi sovražniki Inutov. Vdovo so pogosto sprejeli v kako družino kot drugo ženo.
V zadnjem času pomaga življenjske razmere na Arktiki izboljševati tehnika. Belci, ki so v preteklosti prinesli na sever veliko nesreč, se po drugi svetovni vojni trudijo za obstanek in raznolikost severnih ljudstev. Nekdanji nomadi so se naselili v vaseh. V življenjsko raven majhnih naselij spadajo danes zdravniška oskrba, šole, kopališča in športne naprave. Razdalje premagujejo letalo, helikopter, motorne sani in ponekod tudi avtomobil. Stik toliko različnih kultur pa vseeno povzroča težave tako Inutom in njim sorodnim ljudstvom v Sibiriji in Skandinaviji, kot so Samojedi, Jakuti, Čukči, Laponci in Sami, kakor tudi, priseljenim prebivalcem z juga.
Podobno kot za Indijance, katerih najsevernejši rodovi so naseljevali gozdno tundro, je bil tuji vpliv od vsega začetka uničujoč tudi za preprosto živeče lovce in ribiče daljnega severa iz vrst inuitskih ljudstev. Ko so dobili pasti in puške, so pozabili stare lovske tehnike. Po padcu cen za kože si mnogi niso več mogli kupiti streliva in so stradali. Še po drugi svetovni vojni, vse tja v petdeseta leta, so naselja praznile infekcijske bolezni, kakršne so gripa, otroška paraliza in tuberkuloza. Nekdanji lovci si danes služijo denar povečini kot gradbeni delavci, vozniki tovornjakov ali živinorejci. Čeprav so skoraj povsod vpeljali nekakšno samoupravo, so se družbene napetosti zaostrile. Razlike med posameznimi skupinami ljudi so prevelike. Najtežje je starim ljudem. Mladi se trudijo iti v korak z novimi zahtevami. Nekateri so se zatekli nazaj v širjave Arktike, da bi tam lovili kite, tjulnje, karibuje, severne medvede, ptiče in ribe ter tako živeli življenje svojih prednikov.
Laiponce ali Same, kakor se imenujejo, so razdelili z državnimi mejami. Tako živi na Norveškem okrog 20.000, na Švedskem približno 15.000, na Finskem okoli 4.000 in v Rusiji 2.000 Laponcev. Nekdanji nomadi so postali stalno naseljeni rejci severnih jelenov. Enkrat na leto priženejo na kup tisoče severnih jelenov in jih nato razporejajo za različne namene.

## Raziskovanje Arktike
Prvi raziskovalci Arktike so bila ljudstva iz severne Evrope. Islandijo so od konca 8. stoletja naseljevali irski menihi in pozneje Vikingi. Od tod je leta 985]zbežal Erik Rdeči s svojimi privrženci in naselil Grenlandijo. Zaradi zahtevnih življenjskih pogojev so evropske naselbine daleč na severu propadle, odkritja pa so šla v pozabo. Za daljni sever so se začeli ponovno zanimati šele v 15. in 16. stoletju. Lov na kite in tjulnje je pritegoval na rob ledenega pokrova vedno več ladij. Poleg tega je sever zvabil Angleže in druge Evropejce, da so daleč od španskega in portugalskega vplivnega območja poskušali prodreti do pravljičnih bogastev Kitajske po dotlej neznanih poteh okrog severnoameriške obale (Severozahodni prehod). Prvi je poskusil angleški pomorščak Martin Frobisher, ki je med letoma 1576 in 1578 dosegel današnji Hudsonov preliv. Sledili so mu drugi raziskovalci. Domnevnega Severozahodnega prehoda, niso našli in iz gospodarskih razlogov tudi niso več pošiljali novih odprav. Skrivnostni prehod so znova začeli iskati šele v zgodnjem 19. stoletju, po tistem, ko so bile raziskane severnoameriške kopenske poti. Med vsemi pozornost zbujajočimi poskusi je bilo posebno pomembno zadnje arktično potovanje Johna Franklina. Ta mož se je 26. maja 1845 po naročilu britanske admiralitete podal na morje z dvema ladjama in 168 mornarji ter brez sledu izginil v kanadski Arktiki. V naslednjih desetletjih se je odpravilo na pot več kot 40 reševalnih odprav. Nekaj reševalcev so morale celo iskati nove odprave. Tragičen propad velikopotezno zasnovane Franklinove odprave je bilo mogoče obnoviti iz koščka zapisa, preostankov naprav in osebnih predmetov, eskimskih poročil in nazadnje tudi zato, ker so našli trupla. Danes je splošno znano, da so možje umrli zaradi zastrupitve s svincem, ker so bile konzerve slabo zavarjene. Čeprav se je Franklinovo potovanje končalo tako žalostno, so reševalne odprave pri iskanju raziskale velika območja kanadskega arhipelaga. Severozahodni prehod (danes malo pomembno pomorsko pot ob severni kanadski obali in skozi Beringov preliv) je prvi v celoti preplul v letih od 1903 do 1906 Norvežan Roald Amundsen na majhni ladji Gjöä.
Tako kot Severozahodni prehod je izziv predstavljal severovzhodni prehod na Kitajsko. Tega je prvi preplul iz Evrope, vzdolž sibirske obale in skozi Beringov preliv, švedski raziskovalec A. E. Nordenskjöld z ladjo Vega. Ta morska pot je danes zelo pomembna saj omogoča komunikacijo s severnosibirskimi industrijskimi območji. Tudi severovzhodni prehod ima dramatično mednarodno
zgodovino odkrivanja, ki se je začela sredi 16. stoletja. Odprave Vitusa Jonasa Beringa v letih 1724–1743 z izhodiščem na Kamčatkí so raziskale severovzhodno sibirsko obalo, Beringov preliv in južna obalna območja Aljaske.
Ljudje so že zgodaj sanjali o tem, da bi stopili na severni tečaj, vendar niso vedeli, da ni tam
nikakršne kopnine. Leta 1827 je William Edward Parry dosegel 82° 45' severne geografske širine. Norvežan Fritjof Nansen je od leta 1893 do leta 1896 na ladji Fram vkleščen v led plul čez Severno ledeno morje. Pri severni širini 83° 24'je ugotovil, da ga je ledena plošča odnesla mimo severnega tečaja. Z naporno hojo se je s spremljevalcem Hjalmarjem Johansenom prebil do točke na 86° 4' severne širine. Pozneje so potujoče raziskovalne postaje na ledenih ploščah potrdile in natančneje raziskale morske tokove, kakor jih je domneval Nansen. Frederick Cook in Robert Edwin Peary sta se po letih 1908/09 prepirala o tem, kateri je prvi dosegel severni tečaj po ledenem pokrovu. Fotogrametrične raziskave fotografij, ki naj bi jih bil Peary naredil na tečaju, so leta 1990 pokazale, da je v resnici tečaj zgrešil za nekaj kilometrov. Sporen prvi prelet severnega tečaja je leta 1926 je opravil Richard E. Byrd, istega leta so z zrakoplovom Norge preleteli severni tečaj Roald Amundsen, Lincoln Ellsworth in Umberto Nobile. Amundsen se po poletu, namenjenem reševanju Nobíla, ki so ga pogrešali po prisilnem pristanku z zrakoplovom Italia na ledenem pokrovu leta 1928, ni več vrnil. Leta 1958 je pod ledenim pokrovom priplula do severnega tečaja prva podmornica na jedrski pogon, ameriški Nautilus. Sovjetska ladja  Arktika, ledolomilec na jedrski pogon, je leta 1977 priplula na severni tečaj po površini. Do danes je severni tečaj doseglo že nešteto raziskovalnih odprav.

## Gospodarski pomen
Arktika ima veliko naravnih bogastev, vendar je njihova izraba povezana z izjemnimi stroški. Na severu Aljaske in severozahodu Sibirije ležijo nahajališča nafte in zemeljskega plina, do katerih je bilo potrebno zgraditi naftovode in plinovode. Eksploatacija teh energetskih virov pa je tudi za več kot desetkrat dražja kot npr. v Arabiji. V Rusiji so kljub težkim razmeram na skrajnem severu nastala industrijska mesta, pomembna zaradi rudarjenja. Pomemben je tudi ribolov in lov na morske sesalce, na kopnem pa lov na kožuhovinarje, denimo na sobolja. 
Severovzhodni prehod, imenovan tudi Severna morska pot, omogoča hiter ladijski prevoz med Vzhodno Azijo in Evropo. Poteka ob severni obali Sibirije, z ledolomilci pa ga vzdržujejo Rusi. Prvi ga je preplul Norvežan Otto Nordenskjöld leta 1879.